# Leonard Retel Helmrich
Leonard Retel Helmrich est un cinéaste néerlandais né le 16 août 1959 à Tilbourg (Pays-Bas) et mort le 15 juillet 2023.

## Filmographie

### comme réalisateur
- 1990 : Phoenix mysterie, Het
- 1991 : Moving Objects
- 2001 : À la hauteur du soleil
- 2004 : Stand van de maan

### comme scénariste
- 1990 : Phoenix mysterie, Het
- 1991 : Moving Objects
- 2001 : À la hauteur du soleil
- 2004 : Stand van de maan

### comme directeur de la photographie
- 2001 : À la hauteur du soleil
- 2004 : Stand van de maan

### comme producteur
- 1994 : T' Aves Bachtalo
- 1995 : Oogst van de stilte, De

### comme monteur
- 1991 : Moving Objects

### comme acteur
- 1989 : Lost in Amsterdam